# Andes pulchra
Andes pulchra är en insektsart som först beskrevs av Frederick Arthur Godfrey Muir 1922.  Andes pulchra ingår i släktet Andes och familjen kilstritar. Inga underarter finns listade i Catalogue of Life.